# Mercedes-Benz 500K

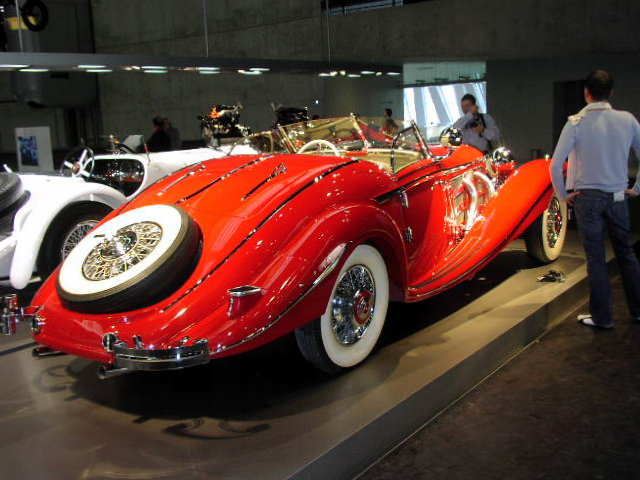
Mercedes-Benz 500K Special Roadster (1936)

Mercedes-Benz 500K – luksusowy samochód osobowy produkowany przez firmę Mercedes-Benz w latach 1934–1936, nosił oznaczenie wewnętrzne W29. Pojazd dostępny był wyłącznie jako 2-drzwiowy kabriolet. W celu odróżnienia samochodu od modelu 500 sedan dodano do nazwy literę „K” (od słowa kompressor – doładowanie mechaniczne). 500K zastąpił zaprezentowanego tylko rok wcześniej Mercedesa 380, miał większy i mocniejszy silnik oraz bogatsze wyposażenie wnętrza, co było odpowiedzią na zapotrzebowanie klientów na szybsze i bardziej luksusowe pojazdy. Wyprodukowano łącznie 342 takie modele Mercedesa.
Samochód używał układu niezależnego zawieszenia znanego z modelu 380, w układzie przedniej osi zastosowano podwójny wahacz, z tyłu zaś oś wahliwą. Dzięki temu samochód był bardziej komfortowy niż seria S/SS/SSK z lat 20., wzrosły także właściwości trakcyjne.
Wciśnięcie do oporu pedału przepustnicy uruchamiało sprężarkę Roots doładowującą benzynowy silnik R8 o pojemności 5,0 l. Osiągał on moc maksymalną ponad 160 KM (118 kW) co pozwalało na osiągnięcie prędkości maksymalnej ponad 160 km/h przy zużyciu paliwa dochodzącym do 30 l / 100 km.
Dostępne były trzy rodzaje podwozia oraz osiem nadwozia. Warianty „B” i „C” oparte zostały na konstrukcji z przedłużonym do 3290 mm rozstawem osi, dzięki czemu wewnątrz podróżować mogło na miejscach siedzących czterech pasażerów. Skrócona wersja „A” (rozstaw osi 2980 mm) oferowała miejsce dla dwóch pasażerów i dostępna była w dwóch wariantach, Autobahnkurier (Motorway Courier) oraz 1936 Special Roadster (najszybsza odmiana 500K). Wszystkie samochody wyposażone były w hydrauliczny układ hamulcowy oraz instalację elektryczna o napięciu 12 V, co pozwalało na użycie elektrycznych wycieraczek szyb, centralnego zamka i kierunkowskazów. W sumie wyprodukowano 342 sztuki modelu 500K.

## Dane techniczne
- R8 5,0 l (5018 cm³)[2], 2 zawory na cylinder, OHV, SC
- Układ zasilania: gaźnik
- Średnica cylindra × skok tłoka: 86,00 x 108,00 mm
- Stopień sprężania: 5,5:1
- Moc maksymalna: 100 (z kompresorem 160) KM; 73 (z kompresorem 118) kW przy 3400 obr./min.[2]
- Maksymalny moment obrotowy: b/d
- Prędkość maksymalna: 160 km/h